# 지목

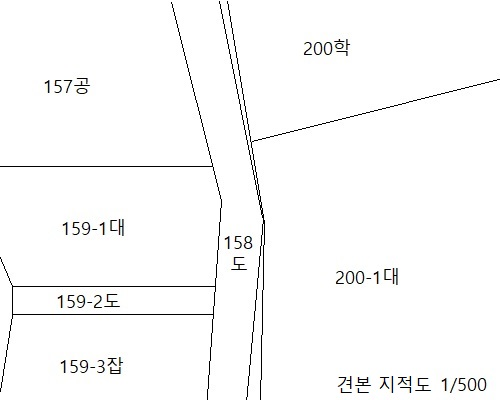
지적도의 지번 아래 표기되는 글자가 지목을 의미한다.

지목(地目)은 필지의 목적에 따라 분류해 놓은 것을 의미한다. 지번 앞에 붙어 행정상 분류가 가능케 하는 역할을 한다. 각 국가에 따라 다르게 운영되며, 대한민국의 경우 28개의 지목이 있다. 대지, 밭, 수로 등의 지목이 전세계적으로 존재한다.

## 대한민국의 지목
| 28개 지목 |        |  |          |        |  |            |        |  |          |        |
| 밭        | 전(田) |  | 철도용지 | 철(鐵) |  | 대지       | 대(垈) |  | 공원     | 공(公) |
| 논        | 답(畓) |  | 하천     | 천(川) |  | 공장용지   | 장(場) |  | 체육용지 | 체(體) |
| 과수원    | 과(果) |  | 제방     | 제(堤) |  | 학교용지   | 학(學) |  | 유원지   | 원(園) |
| 목장용지  | 목(牧) |  | 구거     | 구(溝) |  | 주차장     | 차(車) |  | 종교용지 | 종(宗) |
| 임야      | 임(林) |  | 유지     | 유(溜) |  | 주유소용지 | 주(注) |  | 사적지   | 사(史) |
| 광천지    | 광(鑛) |  | 양어장   | 양(養) |  | 창고용지   | 창(倉) |  | 묘지     | 묘(墓) |
| 염전      | 염(鹽) |  | 수도용지 | 수(水) |  | 도로       | 도(道) |  | 잡종지   | 잡(雜) |

공간정보의 구축 및 관리 등에 관한 법률에 따르면, 대한민국에는 28개의 지목이 형성되어 있다. 이는 2002년 확정되어 현재까지 이어져오는 것이다. 지목의 역사를 소개하면 다음과 같다.
- 일제강점기 ~ 1950년 : 18개 종목으로 구분
  - 당시의 지목은 전, 답, 대, 지소, 임야, 잡종지, 사사지, 분묘지, 공원용지, 철도용지, 수도용지, 도로, 하천, 구거, 제방, 성첩, 철도선로, 수도선로
- 1951년 ~ 1975년 : 21개 종목으로 구분
  - 당시의 지목에서 지소가 지소와 유지로, 잡종지가 잡종지와 염전, 광천지로 구별되어 2개의 지목이 5개로 늘었다.
- 1976년 ~ 2001년 : 24개 종목으로 구분
  - 과수원, 목장용지, 공장용지, 학교용지, 운동장, 유원지 종목이 새로 신설되었다.
  - 철도용지와 철도선로가 합쳐져 철도용지가 되었고, 수도용지와 수도선로가 합쳐져 수도용지가 되었다. 유지와 지소는 다시 합쳐져 유지가 되었다.
  - 공원지가 공원으로, 사사지가 종교용지로, 성첩이 사적지로, 분묘지가 묘지로, 운동장이 체육용지로 명칭이 변경되었다.
- 2002년 ~ : 28개 종목으로 구분
  - 유지가 유지와 양어장으로 분리되었다.
  - 잡종지가 잡종지, 그리고 주차장, 주유소용지, 창고용지로 분리되어 28개 지목이 되었다.[1]

지목은 지번의 뒤에 붙어 지적도 상에서 구별된다. 서울특별시 중구 정동 5-1사와 같은 형태로 지적도 상에 기록된다.

## 같이 보기
- 공간정보의 구축 및 관리 등에 관한 법률